# Club Daze Volume 1: The Studio Sessions
Club Daze Volume 1: The Studio Sessions es un álbum de la banda Twisted Sister lanzado en 1999.
El disco contiene viejas grabaciones inéditas y rarezas del grupo, grabadas entre los años 1978 y 1981, con anterioridad a la edición de su primer álbum, Under the Blade. Algunas de estas canciones fueron reelaboradas e incluidas en sus discos oficiales más tarde, en versiones distintas.

## Lista de canciones
1. «Come Back»
2. «Pay the Price»
3. «Rock 'N' Roll Saviors»
4. «High Steppin'»
5. «Big Gun»
6. «TV Wife»
7. «Can't Stand Still»
8. «Follow Me»
9. «I'll Never Grow Up, Now»
10. «Lady's Boy»
11. «Leader of the Pack»
12. «Under the Blade»
13. «Shoot 'Em Down»

## Personal
- Dee Snider - voz
- Mark "The Animal" Mendoza - bajo
- Jay Jay French - guitarra
- Eddie Ojeda - guitarra
- Tony Petri - batería